# Scipione de’ Ricci

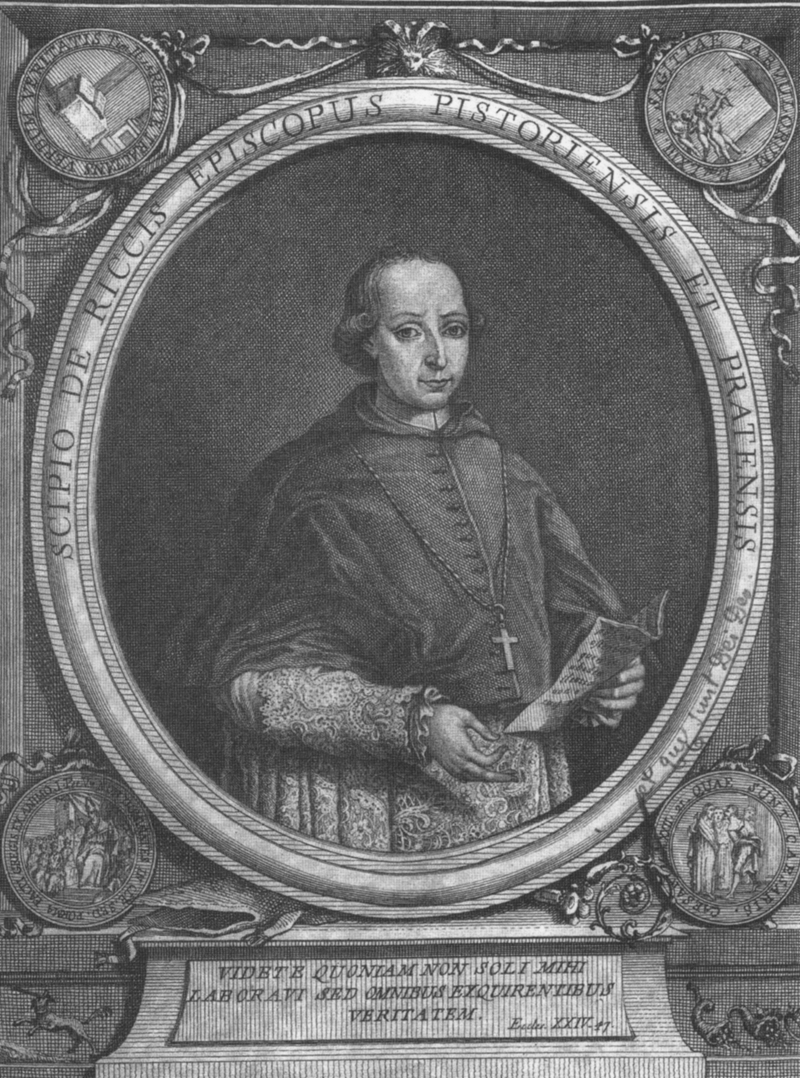
Bischof Scipione de’ Ricci

Scipione de’ Ricci (* 1741 in Florenz; † 27. Januar 1810 in Rignana) war ein katholischer italienischer Geistlicher, der von 1780 bis 1791 Bischof von Pistoia war. Er sympathisierte mit jansenistischen Ideen.

## Leben
Scipione de’ Ricci entstammte einer alten, adligen Familie von Florenz und war der dritte der vier Söhne des Senators Pier Francesco de’ Ricci, Neffe des bekannten Jesuitengenerals Lorenzo Ricci. Er war ein Zögling des römischen Seminars und wurde nur durch den Willen seiner Eltern vom Eintritt in den Jesuitenorden abgehalten. Er wurde 1766 Auditor bei der florentinischen Nuntiatur in Rom, 1775 Generalvikar des Erzbischofs Francesco Gaetano Incontri in Florenz und am 24. Juni 1780 Bischof von Pistoia und Prato. Als einer der Hauptratgeber des Großherzogs Leopold von Toskana, nachmaligen Kaisers Leopold II., trat er für die Reform der Kirche in der Toskana ein, verbesserte den öffentlichen Unterricht, verminderte die Feiertage und Prozessionen, hob die Brüderschaften auf, zog die Kirchendisziplin straffer an, schaffte die vom Heiligen Stuhl in der Toskana erhobenen Steuern ab und griff endlich die Lehre vom Ablass an.
Ricci war ein Gegner der päpstlichen Alleinherrschaft in der Kirche und Anhänger geistiger und religiöser Aufklärung des Volks, unterstützte entschieden die Bemühungen Großherzogs Leopold zur besseren Erziehung der Geistlichen und zur Beschränkung des Mönchtums, in dem er das willenlose Werkzeug päpstlicher Allgewalt sah und das er deshalb von Rom losgelöst und den Bischöfen unterstellt wissen wollte. Eine Synode von Pistoia 1786 bekannte sich zu den gallikanischen Artikeln von 1682. Ihre Aufsehen erregenden Akten kamen 1788 auf Kosten des Großherzogs in zwei Bänden heraus. Eine vom Großherzog 1787 einberufene bischöfliche Synode sollte auf Grundlage der von Leopold selbst entworfenen 57 Artikel die Kirchenreformation in der Toskana ins Werk setzen.
Das System Riccis regte jedoch das Volk gegen ihn auf, eine Meuterei brach 1787 in Prato aus, sein Palast wurde geplündert und seine Bibliothek geraubt. Es erschienen mehrere Schriften gegen ihn. Vieles deutete auf ein Schisma in der Toskana hin. Als aber Leopold 1790 seinem Bruder Joseph II. als deutscher Kaiser folgte, verlor Ricci völlig den Rückhalt. Das Volk zwang ihn denn auch nach Leopolds Abgang aus der Toskana zur Flucht aus Pistoia (April 1790) und zum Verzicht auf seine Bischofsämter (Juni 1791). Papst Pius VI. setzte eine Untersuchungskommission ein und verurteilte trotz der Gegenbemühungen Ferdinands III. die Synode von Pistoia am 8. August 1794 in der Bulle Auctorem fidei wegen Jansenismus und Gallikanismus.
1799 wurde Ricci, da er die Franzosen begünstigt hatte, nach deren Entfernung aus der Toskana auf Anstiften des Erzbischofs von Florenz ins Gefängnis geworfen, aber kurz danach ins Dominikanerkloster zu San Marco gebracht. Erst das zweite Einrücken der Franzosen befreite ihn. In der Erkenntnis seiner falschen Stellung entschloss sich Ricci nach längeren Verhandlungen am 24. April 1804 zu einem Rechtfertigungsschreiben an den neuen Papst Pius VII.  und am 9. Mai 1805 zur Annahme des Urteils von 1794. Er lebte nun teils in Florenz, teils in seiner Villa Rignana in Zurückgezogenheit bis zu seinem am 27. Januar 1810 erfolgten Tod. Innerlich ist er bei seiner Gegnerschaft gegen das Papsttum geblieben.
Seine bis 1786 reichenden Memoiren wurden herausgegeben von Potter (Vie de Scipion de Ricci, 3 Bde., Brüssel 1825; 3. Auflage, Brüssel 1857; deutsch Leben und Memoiren des Scipio von Ricci, 4 Bde., Stuttgart 1826) und von A. Gelli (2 Bde., Florenz 1865).